# Sportler des Jahres 2000 (Deutschland)
Die Sportler des Jahres 2000 in Deutschland wurden von Fachjournalisten gewählt und am 22. Dezember im Kurhaus von Baden-Baden ausgezeichnet. Veranstaltet wurde die Wahl zum 55. Mal von der Internationalen Sport-Korrespondenz (ISK).

## Männer
| Platz | Sportler           | Sportart        | Punkte | Erfolge 2000                                                                            |
| ----- | ------------------ | --------------- | ------ | --------------------------------------------------------------------------------------- |
| 1.    | Nils Schumann      | Leichtathletik  | 3765   | Olympiasieger 800 Meter                                                                 |
| 2.    | Michael Schumacher | Formel 1        | 2854   | Weltmeister                                                                             |
| 3.    | Jan Ullrich        | Straßenradsport | 2427   | Olympiasieger Straßenrennen                                                             |
| 4.    | Martin Schmitt     | Skispringen     | 1920   | Weltcup-Gesamtsieger                                                                    |
| 5.    | Robert Bartko      | Radsport        | 1471   | Olympiasieger Einer- u. Mannschaftsverfolgung                                           |
| 6.    | Erik Zabel         | Bahnradsport    | 1436   | Weltcupsieger, Sieger Mailand–Sanremo u. Amstel Gold Race, Grünes Trikot Tour de France |
| 7.    | Sven Hannawald     | Skispringen     | 0597   | Skiflug-Weltmeister                                                                     |
| 8.    | Stephan Vuckovic   | Triathlon       | 0582   | Olympiazweiter                                                                          |
| 9.    | Jens Lehmann       | Bahnradsport    | 0540   | Olympiazweiter Einerverfolgung, Sieger Mannschaftsverfolgung                            |
| 10.   | Oliver Kahn        | Fußball         | 0447   | Deutscher Meister u. DFB-Pokalsieger mit dem FC Bayern München                          |

## Frauen
| Platz | Sportler                 | Sportart       | Punkte | Erfolge 2000                                      |
| ----- | ------------------------ | -------------- | ------ | ------------------------------------------------- |
| 1.    | Heike Drechsler          | Leichtathletik | 5232   | Olympiasiegerin Weitsprung                        |
| 2.    | Birgit Fischer           | Kanurennsport  | 4434   | Olympiasiegerin Zweier- u. Vierer-Kajak           |
| 3.    | Isabell Werth            | Dressurreiten  | 1637   | Olympiasiegerin Mannschaft, Zweite im Einzel      |
| 4.    | Peggy Büchse             | Schwimmen      | 1241   | Weltmeisterin 5 Kilometer                         |
| 5.    | Sylke Otto               | Rodeln         | 0966   | Weltmeisterin, Weltcup-Gesamtsiegerin             |
| 6.    | Gunda Niemann-Stirnemann | Eisschnelllauf | 0812   | Weltmeisterin 5000 Meter, Zweite über 3000 Meter  |
| 7.    | Claudia Pechstein        | Eisschnelllauf | 0797   | Weltmeisterin 1500 Meter, 3000 Meter u. Mehrkampf |
| 8.    | Amelie Lux               | Windsurfen     | 0630   | Olympiazweite                                     |
| 9.    | Monique Garbrecht        | Eisschnelllauf | 0446   | Weltmeisterin 500 Meter u. 1000 Meter             |
| 10.   | Michaela Fuchs           | Radsport       | 0348   | Paralympics-Siegerin Tandemsprint                 |

## Mannschaften
| Platz | Sportler                                               | Sportart        | Punkte | Erfolge 2000                                                    |
| ----- | ------------------------------------------------------ | --------------- | ------ | --------------------------------------------------------------- |
| 1.    | Bahnrad-Vierer (Bartko, Becke, Fulst, Lehmann)         | Bahnradsport    | 5033   | Olympiasieger                                                   |
| 2.    | Springreiter-Equipe                                    | Springreiten    | 1977   | Olympiasieger, Sieger Nations Cup                               |
| 3.    | Dressur-Equipe                                         | Dressurreiten   | 1956   | Olympiasieger                                                   |
| 4.    | Jana Vollmer/Danja Müsch                               | Beachvolleyball | 1370   | Europameisterschaftszweite                                      |
| 5.    | Rodel-Nationalteam Frauen                              | Rennrodeln      | 1317   | Weltmeisterschaftsplätze 1–5                                    |
| 6.    | Vierer-Kajak Frauen                                    | Kajak           | 1176   | Olympiasieger                                                   |
| 7.    | FC Bayern München                                      | Fußball         | 1011   | Deutscher Meister u. DFB-Pokalsieger                            |
| 8.    | THW Kiel                                               | Handball        | 0949   | Champions-League-Finalist, Deutscher Meister u. DHB-Pokalsieger |
| 9.    | Energie Cottbus                                        | Fußball         | 0604   | Bundesligaaufsteiger                                            |
| 10.   | Doppelvierer Frauen (Kowalski, Evers, Lutze, Kowalski) | Rudern          | 0585   | Olympiasieger                                                   |